# 哈米·麦克米伦 (1963年)
老哈米·麦克米伦（英語：Hammy McMillan，1963年7月13日—），苏格兰男子冰壶运动员。他曾代表英国参加1992年和2002年冬季奥林匹克运动会冰壶比赛，其中2002年冬季奥运会获得第七名。

## 家庭
儿子小哈米·麦克米伦。